# Акридонуксусная кислота
Акридонуксусная кислота (10-карбоксиметил-9-акридон) — органическое соединение, низкомолекулярный индуктор интерферона, оказывает противовирусное, иммуностимулирующее, противовоспалительное действия. Основной активный компонент для изготовления лекарственных препаратов «Циклоферон», «Неовир», «Камедон». Брутто-формула: C15H11NO3. Молекулярная масса: 253,25 г/моль.

## Физические свойства
Аморфный порошок жёлтого цвета, иногда со слегка зеленоватым или буроватым оттенком. Светочувствителен, практически нерастворим в воде, хлороформе и эфире, малорастворим в 95%-ном спирте, легко растворим в диметилсульфоксиде и диметилформамиде.

## Биологические свойства
Индуктор интерферона.

## Химические свойства
Гидролизуется, термически разлагается.

## Получение
В промышленности по схеме: антраниловая кислота, о-хлорбензойная кислота, N-фенилантраниловая кислота, акридон, камедон эфир, акридон ацетат, акридонуксусная кислота.
В лаборатории: из акридона и уксусной кислоты в присутствии концентрированной серной кислоты.